# بن هندي
بن هندي (الاسم العلمي:Coffea indica) هو نوع غير مؤكد من النباتات يتبع جنس البن من الفصيلة الفوية.